# جامعة الملك فيصل (تشاد)
جامعة الملك فيصل هي إحدى الجامعات الحكومية في العاصمة تشادية انجمينا تأسست في العام الدراسي 1411 - 1412 هجري /1991 – 1992 ميلادي وتُدرس مناهجها باللغة العربية.

## التأسيس
بادر بها مجموعة من المهتمين بتطوير التعليم العربي والإسلامي في جمهورية تشاد برئاسة الدكتور حسين حسن أبكر، وذلك لسد حاجة المجتمع التشادي للتعليم الجامعي العربي الإسلامي الذي يعزز مكانة اللغة العربية والحضارة الإسلامية. جامعة الملك فيصل في تشاد هي مؤسسة عربية إسلامية حكومية ذات منفعة عامة، لها شخصيتها الاعتبارية واستقلالها الإداري والمالي.
وحرية البحث عن التمويل ، ولها الحرية الكاملة في وضع مناهجها الدراسية في ضوء مبادئها وأهدافها .
وهي معترف بها من قبل الحكومة التشادية تعمل تحت إشراف وزارة التعليم العالي والبحث العلمي والابتكار طيقا للقرار الوزاري رقم (229) الصادر بتاريخ 21/03/1992م، الذي صرح لها بالعمل والمرسوم الرئاسي رقم (17/رج/وت و/ 1995) الصادر بتاريخ 30 يناير 1995م، من رئاسة الجمهورية ، المتعلق بالاعتراف بأن الجامعة مؤسسة حكومية ذات منفعة عامة ،  وليست ربحية ، وقد حدد المرسوم الرئاسي رقم (1579) الصادر بتاريخ 24 يوليو 2015م، شروط  تنظيم وتشغيل جامعة الملك فيصل بتشاد.

### المؤسسون
- البروفسير عبد الرحمن عمر الماحي، رئيس أسبق وعضو مؤسس لجامعة الملك فيصل بتشاد
- أ.د.عبد الله بن عبد المحسن التركي، رئيس مجلس أمناء جامعة الملك فيصل بتشاد منذ العام 1420م - (1999 م)
- الشيخ الدكتور الإمام حسين حسن أبكر، أول رئيس للجامعة وأحد المؤسسين
- د.محمد زين سليمان، أحمد مؤسسي جامعة الملك فيصل بتشاد.[2]

## الكليات والأقسام المتاحة في الجامعة
تضم جامعة الملك فيصل ستة كليات ومعهدا عاليا واحدا، والعديد من الأقسام المتاحة لمرحلة الليسانس مرتبة كالآتي:

### المعهد العالي للعلوم والتقنيات الصحية
يحتوي على التخصصات التالية:
- التمريض
- النساء والتوليد
- المختبرات الطبية.

### الكليات
- كلية الآداب والإعلام والفنون:

1. اللغة العربية
2. الصحافة والإعلام
3. القراءات والدراسات الإسلامية
4. اللغات والترجمة.

- كلية الشارقة للعلوم التربوية:

وتضم الأقسام التالية:
1. التاريخ
2. الجغرافيا
3. التربية وعلم النفس
4. الفيزياء والرياضيات
5. الأحياء.

- كلية العلوم والتقنيات الهندسية:

وبها الآتي:
1. هندسة الحاسوب
2. تقنية المعلومات والاتصالات
3. هندسة الكهرباء.

- كلية قطر للعلوم الاقتصادية والإدارية:

تحتوي على الآتي:
1. إدارة الأعمال
2. الاقتصاد العام
3. المحاسبة
4. البنوك والتمويل
5. إدارة الموارد البشرية.

- كلية إدريس ديبي إتنو للعلوم القانونية والسياسية:

وتوجد بها التخصصات التالية:
1. القانون
2. الشريعة والقانون
3. العلوم السياسية
4. العلاقات الدولية.

- كلية علوم الصحة البشرية:

وبها:
1. الطب العام.

## ادارة الجامعة
1. د.محمد بخاري حسن - رئيس الجامعة
2. د.محمد سنوسي علي - نائب رئيس الجامعة المكلف بالتعليم
3. د.خديجة حسب الله حامد - نائب رئيس الجامعة المكلف بالبحث
4. د.طه ادم احمد - الأمين العام للجامعة

## إنجازات الجامعة
- افتتاح الكليات الأساسية والأقسام والمراكز العلمية المتخصصة.
- توفير تخصصات علمية حديثة باللغة العربية لحملة الشهادات الثانوية العامة التشادية أو ما يعادلها.
- تكوين كادر مثقف من حملة الشهادات العليا من الشباب التشادي، ونخبة من الباحثين المقتدرين.
- تأهيل وتدريب مجموعة من العاملين في قطاعات مختلفة في الدولة والقطاع الخاص.
- نظمت الجامعة أكثر من (45) دورة فكرية وتدريبية وتأهيلية، استفاد منها أكثر من (2000م) متدرب ومتدربة.
- ساهمت الجامعة في ابراز الهوية العربية الإسلامية لتشاد، وإحياء التراث العربي والإسلامي للممالك التشادية القديمة والحديثة.
- تمكنت الجامعة خلال فترة وجيزة من توقيع اتفاقيات تعاون علمي وثقافي مع أكثر من (40) جامعة أكاديمية ومنظمة ومؤسسة، وهيئة، وجمعية، على نطاق العالم العربي والإسلامي من الجماهيرية العربية الليبية، والسودان، ومصر، والمملكة العربية السعودية، وماليزيا، والجزائر، والمغرب، ونيجيريا.[5][6][7]
- قامت بعملية تأطير علمي للأدب العربي التشادي (القديم والحديث) مما ساهم في جعله مقرراً دراسياً في الجامعات التشادية والمراحل الثانوية.
- أحيت روح البحث العلمي لتاريخ تشاد القديم والحديث، مما نتج عنه بحوث قيمة ورائدة حول الممالك التشادية الإسلامية القديمة وتاريخ تشاد الحديث والمعاصر.
- عام 1994م: أصبحت جامعة الملك فيصل، عضواً في اتحاد جامعات العالم الإسلامي بالمغرب.
- عام 1994م: حصلت على عضوية رابطة الجامعات الإسلامية بالقاهرة وأصبحت عضواً في المجلس التنفيذي لهذه الرابطة منذ 1999م.
- عام 2004م: كلفت جامعة الملك فيصل أن تكون مكتب اتصال لرابطة الجامعات الإسلامية بالقاهرة مع الجامعات الإفريقية جنوب الصحراء.